# Phorocera limpidipennis
Phorocera limpidipennis là một loài ruồi trong họ Tachinidae.